# Belonogaster turbulenta
Belonogaster turbulenta är en getingart som beskrevs av Kohl 1894. Belonogaster turbulenta ingår i släktet Belonogaster och familjen getingar. Inga underarter finns listade.